# 带着爸妈去旅行
《帶著爸媽去旅行》，是一檔立意於中國傳統家庭孝道文化的“寓教於樂”型綜藝節目。

## 播出時間
第一季：2014年12月21日-2015年3月8日

第二季：2016年1月17日-2016年4月10日

## 第一季

### 節目列表
| 集數 | 日期           | 參與嘉賓                                                         | 地點             |
| 1    | 2014年12月21日 | 張博宇／父母孫海英、呂麗萍，蔡琳、高梓淇／高家父母，陳翔／父母   | 尼泊爾           |
| 2    | 2014年12月28日 | 張博宇／父母孫海英、呂麗萍，蔡琳、高梓淇／高家父母，陳翔／父母   | 尼泊爾           |
| 3    | 2015年1月4日   | 張博宇／父母孫海英、呂麗萍，蔡琳、高梓淇／高家父母，陳翔／父母   | 尼泊爾           |
| 4    | 2015年1月11日  | 張博宇／父母孫海英、呂麗萍，蔡琳、高梓淇／高家父母，陳翔／父母   | 不丹             |
| 5    | 2015年1月18日  | 孫海英和呂麗萍夫婦，孫浩／父母，張楚楚／母親宋佳，武藝／父親武力 | 義大利           |
| 6    | 2015年1月25日  | 孫海英和呂麗萍夫婦，孫浩／父母，張楚楚／母親宋佳，武藝／父親武力 | 義大利           |
| 7    | 2015年2月1日   | 孫海英和呂麗萍夫婦，孫浩／父母，張楚楚／母親宋佳，武藝／父母     | 義大利           |
| 8    | 2015年2月8日   | 孫海英和呂麗萍夫婦，孫浩／父母，張楚楚／母親宋佳，武藝／父母     | 義大利           |
| 9    | 2015年2月15日  | 孫海英和呂麗萍夫婦，孫浩／父母，張楚楚／母親宋佳，武藝／父母     | 葡萄牙－里斯本   |
| 10   | 2015年2月22日  | 孫海英和呂麗萍夫婦，孫浩／父母，張楚楚／母親宋佳，武藝／父母     | 西班牙－巴塞隆納 |
| 11   | 2015年3月1日   | 孫海英和呂麗萍夫婦，孫浩／父母，張楚楚／母親宋佳，武藝／父母     | 法國－馬賽       |
| 12   | 2015年3月8日   | 孫海英和呂麗萍夫婦，孫浩／父母，張楚楚／母親宋佳，武藝／父母     | 法國－尼斯       |

## 第二季

### 節目列表
| 集數 | 日期          | 參與嘉賓                                           | 地點                                       |
| 1    | 2016年1月17日 | 柳岩／父母，謝依霖／父母，孫堅／母親，楊志剛／父母 | 韓國－濟州島                               |
| 2    | 2016年1月24日 | 柳岩／父母，謝依霖／父母，孫堅／母親，楊志剛／父母 | 韓國－濟州島                               |
| 3    | 2016年1月31日 | 柳岩／父母，謝依霖／父母，孫堅／母親，楊志剛／父母 | 韓國－濟州島                               |
| 4    | 2016年2月14日 | 柳岩／父母，謝依霖／父母，孫堅／母親，印小天／父母 | 斯里蘭卡－可倫坡                           |
| 5    | 2016年2月21日 | 柳岩／父母，謝依霖／父母，孫堅／母親，印小天／父母 | 斯里蘭卡                                   |
| 6    | 2016年2月28日 | 柳岩／父母，謝依霖／父母，孫堅／母親，印小天／父母 | 斯里蘭卡－莫訥勒格勒區－烏達瓦拉維國家公園 |
| 7    | 2016年3月6日  | 柳岩／父母，謝依霖／父母，孫堅／母親，印小天／父母 | 斯里蘭卡－努沃勒埃利耶                     |
| 8    | 2016年3月13日 | 柳岩／父母，謝依霖／父母，孫堅／母親，印小天／父母 | 澳大利亞－悉尼                             |
| 9    | 2016年3月20日 | 柳岩／父母，謝依霖／父母，孫堅／母親，印小天／父母 | 澳大利亞－傑維斯灣                         |
| 10   | 2016年3月27日 | 柳岩／父母，謝依霖／父母，孫堅／母親，印小天／父母 | 澳大利亞－墨爾本                           |
| 11   | 2016年4月3日  | 柳岩／父母，謝依霖／父母，孫堅／母親，印小天／父母 | 澳大利亞－墨爾本                           |
| 12   | 2016年4月10日 | 柳岩／父母，謝依霖／父母，孫堅／母親，印小天／父母 | 澳大利亞－墨爾本－克萊爾中世紀古堡         |

## 外部連結
- 带着爸妈去旅行的新浪微博